# Viaje (álbum)
Viaje es el nombre del decimocuarto álbum de estudio del cantautor guatemalteco Ricardo Arjona. Fue lanzado al mercado el 29 de abril de 2014 y es una producción de Arjona con la colaboración de Dan Warner, Lee Levin y Tommy Torres, entre otros.
El álbum es el segundo lanzamiento independiente de Arjona y fue publicado por Metamorfosis, su propio sello discográfico.

## Lista de canciones
Todas las canciones escritas y compuestas por Ricardo Arjona. 
| N.º | Título                   | Duración |  |
| 1.  | «Lo poco que tengo»      | 3:51     |  |
| 2.  | «Cavernícolas»           | 4:45     |  |
| 3.  | «Nube de luz»            | 3:01     |  |
| 4.  | «Apnea»                  | 4:04     |  |
| 5.  | «Viaje»                  | 3:56     |  |
| 6.  | «Soldado raso»           | 3:37     |  |
| 7.  | «Vives para morir»       | 3:27     |  |
| 8.  | «Tu fantasma»            | 3:55     |  |
| 9.  | «A la luna en bicicleta» | 3:30     |  |
| 10. | «Piel pecado»            | 4:00     |  |
| 11. | «Invertebrado»           | 4:23     |  |
| 12. | «Tu boca»                | 3:15     |  |
| 13. | «Pedigrí»                | 3:52     |  |
| 14. | «Cisnes»                 | 4:43     |  |

## Lista de canciones deViaje Tour
```

```

| N.º | Título                         | Duración |  |
| 1.  | «A la luna en bicicleta»       |          |  |
| 2.  | «El problema»                  |          |  |
| 3.  | «Acompáñame a estar solo»      |          |  |
| 4.  | «Cuándo»                       |          |  |
| 5.  | «Sin ti... sin mí»             |          |  |
| 6.  | «Desnuda»                      |          |  |
| 7.  | «Viaje»                        |          |  |
| 8.  | «Invertebrado»                 |          |  |
| 9.  | «Piel pecado»                  |          |  |
| 10. | «Cavernícolas»                 |          |  |
| 11. | «Historia de taxi»             |          |  |
| 12. | «Señora de las cuatro décadas» |          |  |
| 13. | «Si el norte fuera el sur»     |          |  |
| 14. | «El amor»                      |          |  |
| 15. | «Te conozco»                   |          |  |
| 16. | «Tarde (Sin daños a terceros)» |          |  |
| 17. | «Lo poco que tengo»            |          |  |
| 18. | «Te quiero»                    |          |  |
| 19. | «Apnea»                        |          |  |
| 20. | «Fuiste tú»                    |          |  |
| 21. | «Minutos»                      |          |  |
| 22. | «Mujeres»                      |          |  |

## Posicionamiento en listas
| Listas (2014)     | Mejor posición |
| ----------------- | -------------- |
| Argentina (CAPIF) | 1              |